# Унцукуль
Унцукуль — село, адміністративний центр Унцукульского району Республіки Дагестан.

## Географія
Розташоване на лівому березі Аварського Койсу, за 147 км на північний захід від залізничної станції міста Буйнакськ.

## Історія

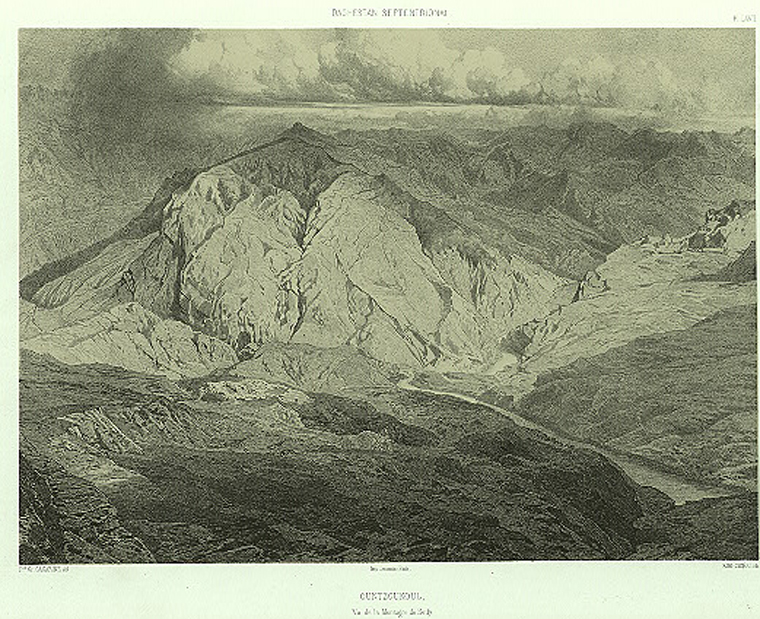
Вид навколо міста

Селище Унцукуль відоме як центр художньої насічки металом по дереву. Це дуже рідкісний різновид художнього ремесла Витоки її йдуть в далеке минуле — в XVII—XVIII століття. Поки досі не з'ясовано походження місцевої майстерності. Е. М. Шилінг вважав, що насічка металом по дереву веде своє походження від інкрустації по металу, і що при цьому мався проміжний етап інкрустації деревом по каменю, що робилося з архітектурними цілями. Для раннього періоду творчості Унцукульських майстрів характерно виготовлення предметів побуту з кизилового дерева, прикрашених художньої насічкою. Пізніше майстри стали прикрашати орнаментальною насічкою металом декоративні палиці, почали з'являтися художні трубки, табакерки, шкатулки, тростини, палиці, чорнильні набори.
Якщо до кінця XIX століття ринком збуту продукції були такі центри як Кавказькі Мінеральні води, Ростов, Царицин, Астрахань, то вже на початку XX століття Унцукульському вироби з рискою експортують за кордон. У ті далекі роки унцукулець Магомед Юсупов відкрив свою майстерню навіть у Вашингтоні. Предмети, виготовлені ним, мали небувалий успіх. Вироби 15-ти Унцукульських майстрів придбали на Всесвітній виставці в 1900 році в Парижі таку популярність, що у Франції та Англії в той час були відкриті спеціальні майстерні. Нові нетрадиційні речі в Унцукулі стали робити з 1921 р, коли в подарунок В. І. Леніну від усього Дагестану два майстри Н. Ханбудаев і М. Кебеде виготовили письмовий прилад, на якому орнамент був підібраний з великим смаком. Пошуки нового призвели до появи оригінальних за формою і дуже барвистих по орнаментації ступок, ваз, ковшів, навіть телефонного апарату, дерев'яних плакеток із зображенням фантастичних птахів і тварин. У 1929 році в Унцукулі була створена промислова артіль, яка в 1958 році була перетворена в фабрику художніх виробів. Свою продукцію унцукульці неодноразово показували на виставках у Франції, США, Бельгії, зокрема в 1937 році роботи Унцукульських майстрів експонувалися на Всесвітній виставці в Парижі і отримали золоту медаль і диплом першого ступеня. Але й сьогодні Унцукульські вироби з цінних порід дерева з рискою та інкрустацією мельхіором виконані в найдавніших унікальних традиціях народних промислів. В основі Унцукульского орнаментального малюнка лежить чітко фіксована, стійка композиційна структура, що отримала назву «ішан» (візерунок, знак). Характерною особливістю орнаменту є адресна приналежність тих чи інших композиційних мотивів майстрам цього промислу. Нерідко на Унцукульських виробі присутній древній символ — солярний знак. Блискучі сріблом на темній поверхні полірованого, з чудовою текстурою, дерева традиційні візерунки геометричного і рослинного орнаменту надають виробам неповторну красу, унікальність, царську розкіш і благородство.

## Відомі уродженці
- Дахадаев Магомед-Алі (Махач) (1882—1918) — дагестанський революційний діяч, на честь якого місто Порт-Петровськ перейменований в Махачкалу.